# 스페이스벅스
《스페이스벅스》(スペースバグ, Space Bugs)는 대한민국의 스튜디오 더블유바바와 일본의 TMS 엔터테인먼트, P.I.C.S.와의 공동 제작한 한일 합작 애니메이션이다.

## 방송 일시
| 방송 채널 | 방송일                             | 방송 시간 |
| --------- | ---------------------------------- | --------- |
| TOKYO MX  | 2018년 7월 8일 ~ 2019년 1월 6일    | 종료      |
| KBS 2TV   | 2018년 10월 31일 ~ 2019년 4월 10일 | 종료      |

## 줄거리
머나먼 태양계 밖, 우주 정거장. 알 수 없는 이유로 우주에 체류할 수 없게 된 인간들은 모두 지구로 귀환하고 우주개발사업은 정지되었다. 우주 곤충 실험을 위해 키워진 귀뚜라미 '박사'와 거미 '마르보'는 오랜 잠에 빠져있던 아프리카깔따구 '밋지'를 깨운다.
밋지의 도움으로 겨우겨우 식량이 있는 우주농장에 도착한 친구들. 하지만 농장은 모두 폐허가 되어 있었다. 로봇 '닥터험프티'에게 우주 정거장의 공기가 부족하다는 얘기를 들은 '박사'는 우주정거장의 위기를 감지하고… 게다가 우주정거장 저편에 살던 개구리 일당들에게 쫓기는 신세가 된 곤충 친구들. 지구에서 태어난 '밋지'는 우주 정거장을 탈출하여 그들의 고향인 지구로 돌아가자고 친구들과 결심한다.
지구로 돌아가기 위한 작은 곤충들의 고군분투! 신나는 모험담! 그리고 서서히 밝혀지는 로봇 반란의 비밀! 푸른 별 지구로 돌아가기 위한 곤충들의 환상적인 우주 대모험이 펼쳐진다!

## 목소리 출연
- 김율: 밋지
- 전태열: 박사
- 홍범기: 마르보
- 이현: 개굴 장군
- 엄상현: 토비
- 소정환: 카비
- 조민수: 닥터 험프티
- 사문영: 엘렌
- 신용우: 왕

## 제작진
오프닝 크레딧
- 책임프로듀서: 이경묵
- 프로듀서: 이순주
- 제작총괄: 이홍주, 엄효섭, 타케자키 타다시
- 감독: 윤유병, 나카오 히로유키
- 각본: 나카오 히로유키
- 각색: 윤유병
- 제작관리: 김진철, 서창범
- 제작프로듀서: 노다 하루오, 노무라 사토시, 히라가 다이스케, 한상근
- 라인프로듀서: 류도열, 이대화, 김종현
- 프로덕션디자이너: 박혜원
- 프로덕션매니저: 이지영, 히가 리코, 아오야마 유리, 이소가미 신, 시게무네 스구루, 나가세 후유미, 마츠모토 나츠미, 황인복, 니시무라 마사유키, 시모카와 토모히로, 김지수, 에노모토 카나, 카와시마 히로키
- 스토리보드: 키노시타 바쿠, 모노 히데유키
- 아트디렉터: 김정훈
- 캐릭터디자인: 구리히루
- 캐릭터/배경디자인: 정승준, 김세민, 김현우, 사사키 치후유, 카와노 나오코

엔딩 크레딧
- 감독: 윤유병, 나카오 히로유키
- 모델링/맵핑 팀장: 장용환, 장용훈
- 모델링/맵핑: 노윤경, 장서윤, 홍성은, 김지나, 안지훈
- 슈퍼 바이져: 임경훈
- 랜더링/이펙트/합성 팀장: 이정균, 김대진, 구요한, 정승원, 김형철
- 랜더링/이펙트/합성: 정재환, 이현재, 임수빈, 김대훈, 문정아, 채송연, 이효진, 남태희, 이현정, 정주원, 김민지, 김종찬, 전한나, 박민진, 조소희
- 애니메이션 팀장: 이슬기, 김동준, 김치관, 김단, 채민석, 엄성재
- 애니메이터: 정보영, 김민지, 박소희, 채수정, 최정은, 정종현, 이샛별, 노현석, 이유리, 이루리, 방미희, 조아라, 오경표, 손희정, 홍준호, 이소연, 정혜원, 김남호, 문희원, 정주리, 이평화
- 리깅: 김동준, 이상현
- 영상편집: 윤유병
- 녹음연출: 박선영
- 녹음: 토키미디어 - 이현민, 이초롱, 김하영
- 음악: 토다 노부코, 진노우치 카즈마
- 효과음: 사토 히데쿠니
- 믹싱: 히비노 요시키
- 녹음편집: 시미즈 나오미
- 녹음제작: 무라이 쿄코, 모리카와 나미
- 편집감독: 유운모
- 컴퓨터그래픽: 황은서
- 조연출: 차한결
- 연출: 이순주
- 제작투자: 센트럴투자파트너스, 대교인베스트먼트 (DAEKYO), 기술보증기금 (KIBO)
- 제작지원: 광주광역시 (GWANGJU CITY), 문화체육관광부, 광주정보문화산업진흥원 (Gwangju Information & Culture Industry Promotion Agency/GITCT)
- 기획: KBS
- 제작: STUDIO W.BABA, TMS ENTERTAINMENT, LTD., P.I.C.S.

## 주제곡
노래,엘리스(ELRIS)
여는 곡「나의 별」
작곡: 흑태, 윤종성 / 작사: 흑태 / 편곡: 윤종성
닫는 곡“우리처음”
작곡: 황현(Mono Tree) / 작사: 황현(Mono Tree), 박지연 (Mono Tree) / 편곡: 황현(Mono Tree)

## 방영 목록
| 회차         | 제목                                          | 방송 일자        |
| ------------ | --------------------------------------------- | ---------------- |
| 1회          | 내 이름은 밋지 / 알쏭달쏭 로봇 험프티         | 2018년 10월 31일 |
| 2회          | 천적이 나타났다! / 중력은 정말 괴로워         | 2018년 11월 7일  |
| 3회          | 열려라! 희망의 문 / 안녕! 우주 정거장         | 2018년 11월 14일 |
| 4회          | 출동! 만능 우주로봇 / 우주에서 방귀는 위험해! | 2018년 11월 21일 |
| 5회          | 모래 행성 불시착! / 수수께끼의 꿀벌 등장!     | 2018년 11월 28일 |
| 6회          | 외로운 꿀벌 엘렌 / 식물 제거 로봇을 막아라!   | 2018년 12월 5일  |
| 7회          | 개미지옥 모래 늪 / 모래행성 탈출              | 2018년 12월 12일 |
| 8회          | 신기한 곰벌레 왕 / 은하 끝의 쓰레기 처리장    | 2018년 12월 19일 |
| 9회          | 전기벌레 퇴치 작전 / 재활용 로봇의 습격       | 2018년 12월 27일 |
| 10회         | 쓰레기 처리장의 대결 / 험프티가 달라졌어요    | 2018년 12월 31일 |
| 11회         | 또다른 우주 정거장 / 즐거운 식사의 비밀       | 2018년 12월 31일 |
| 12회         | 우주 생쥐들의 음모 / 식충식물은 위험해        | 2019년 1월 2일   |
| 13회         | 생쥐 정거장 탈출 작전 / 스페이스벅스 대반격   | 2019년 1월 9일   |
| 14회         | 점핑빈 부부 등장! / 얼음 행성의 모험          | 2019년 1월 16일  |
| 15회         | 씨앗을 찾아라! / 씨앗 창고의 함정             | 2019년 1월 23일  |
| 16회         | 얼음협곡에서 벗어나라 / 눈과 얼음을 돌파하라  | 2019년 1월 30일  |
| 17회         | 나비왕자 슬로스키 / 우주정원의 비밀           | 2019년 2월 7일   |
| 18회         | 신성한 생명나무 / 친구끼리 싸우면 안돼!       | 2019년 2월 13일  |
| 19회         | 로봇곤충 등장! / 로봇곤충 추격전              | 2019년 2월 20일  |
| 20회         | 우주를 건너는 문 / 신비한 우주별장            | 2019년 2월 27일  |
| 21회         | 정원의 대결 / 태양계를 향하여!                | 2019년 3월 6일   |
| 22회         | 수수께끼의 유령선 / 원숭이 해적 고드          | 2019년 3월 13일  |
| 23회         | 우주해적은 비겁해 / 스토크를 되찾아라         | 2019년 3월 20일  |
| 24회         | 비디오테이프 재생작전 / 엔셀라두스의 비밀     | 2019년 3월 27일  |
| 25회         | 개굴장군 구출작전 / 바퀴벌레 전사의 정체      | 2019년 4월 3일   |
| 26회(최종회) | 화성 대결전 / 마지막 려행                     | 2019년 4월 10일  |